# Cixius monticelli
Cixius monticelli är en insektsart som beskrevs av Costa 1834. Cixius monticelli ingår i släktet Cixius och familjen kilstritar.
Artens utbredningsområde är Italien. Inga underarter finns listade i Catalogue of Life.